# Miedzyń (Fordon)
Miedzyń – część Bydgoszczy, dawny folwark położony w obrębie Zbocza Fordońskiego, w pobliżu Góry Szybowników, w bydgoskiej dzielnicy Fordon.

## Lokalizacja
Miedzyń położony był w obrębie Zbocza Fordońskiego, w pobliżu Góry Szybowników. Miedzyń Wielki od strony północnej w pobliżu osiedli Szybowników i Tatrzańskiego, a Miedzyń Mały na południe od Zbocza Fordońskiego na obecnym osiedlu Bohaterów.

## Historia
Miedzyń na mapie dzisiejszej Bydgoszczy występuje jako nazwa dwóch odrębnych starych osad. Jedna z nich to osiedle Miedzyń w zachodniej części miasta, natomiast druga znajdowała się na dolnym tarasie Fordonu, w pobliżu Zbocza Fordońskiego. Osada ta wzmiankowana była po raz pierwszy w 1382 (Meczuna) i 1577 roku (Miedzna). W 1833 miejscowość ta dzieliła się na 2 folwarki: Miedzyń Duży (niem. Gross Miedzyn), gdzie w 3 domach mieszkało 34 osób (6 ewangelików, 28 katolików) oraz Miedzyń Mały (niem. Klein Miedzyn), gdzie w 10 domach mieszkało 56 osób (42 ewangelików, 14 katolików). „Słownik geograficzny Królestwa Polskiego” dla roku 1884 podaje, że w liczącej 1743 morgi miejscowości Miedzyń Wielki (Wilhelmshöhe an der Weichsel, nazwę tę nadano w marcu 1878 roku) mieszkało 52 osoby w 3 domostwach. W tym samym czasie Miedzyń Mały (od 1879 Golddorf) liczył 46 mieszkańców (45 ewangelików, 1 katolik) w 11 domach.
W 1933 roku członkowie Koła Ligi Obrony Powietrznej i Przeciwgazowej przy Warsztatach Kolejowych w Bydgoszczy wybrali teren w sąsiedztwie majątku Miedzyń na bazę dla nowo tworzonej Fordońskiej Szkoły Szybowcowej. Po uzgodnieniu z właścicielem majątku wydzierżawiono teren na tzw. górnym i dolnym tarasie Fordonu, a w dworku właściciel udostępniał kwatery dla uczniów. W majątku Miedzyń spędzał w latach 30. wakacje m.in. Jeremi Przybora. Fordoński Miedzyń włączono do terytorium Bydgoszczy 1 sierpnia 1977 roku.